# Turam
Turam is een bestuurslaag in het regentschap Aceh Besar van de provincie Atjeh, Indonesië. Turam telt 396 inwoners (volkstelling 2010).